# Sylvia Scarlett
Sylvia Scarlett (conocida como La gran aventura de Silvia en España y Una muchacha sin importancia en Hispanoamérica) es una película de comedia romántica de 1935 protagonizada por Katharine Hepburn y Cary Grant, dirigida por George Cukor.

## Argumento
Tras la muerte de su madre, Silvia Scarlett (Katharine Hepburn) descubre que su padre ha estafado fondos de la empresa de encajes donde trabaja por lo que deciden huir de París. Disfrazada como un hombre, Silvia acompaña a su padre en el barco que les llevará hasta Inglaterra, país donde esperan empezar una nueva vida con el dinero que ganen de la venta de unos encajes que el padre pasa de contrabando. A bordo conocerán a Jimmy Monkley (Cary Grant), un estafador curtido en el oficio que les delatará en la aduana para evitar ser registrado y pasar su contrabando. Empieza aquí una historia que les llevará a los tres a buscarse la vida con la estafa y el arte ambulante. Todo cambia cuando Silvia, aún disfrazada de Silverster Scarlett, conoce al pintor Michael Fane (Brian Aherne).

## Reparto
- Katharine Hepburn es Sylvia Scarlett.
- Cary Grant es Jimmy Monkley.
- Brian Aherne es Michael Fane.
- Edmund Gwenn es Henry Scarlett.
- Dennie Moore es Maudie.
- Natalie Paley es Lily.
- Elsie Mackay

## Recepción
Después de un test de audiencia desastroso, Cukor y Hepburn le suplicaron al productor Pandro Berman que no los hiciese caso y a cambio trabajarían gratis en la próxima película. Según archivos de la RKO el film tuvo pérdidas de $363,000 y fue un bache en la carrera de Hepburn. Algunos artículos dicen que el film fue lastrado por el travestismo del personaje principal, incómodo para la época.